# William Prager
William Prager (Karlsruhe, 23 de maio de 1903 — Savognin, 17 de março de 1980) foi um matemático e engenheiro alemão radicado nos Estados Unidos.
Estudou engenharia mecânica na Universidade Técnica de Darmstadt, completando o curso em 1925, obtendo o doutorado um ano depois. Em 1929 foi diretor do Instituto de Matemática Aplicada de Göttingen. 
Em 1932 foi professor de engenharia mecânica da Universidade de Karlsruhe. Foi nesta ocasião o mais jovem professor da Alemanha.
Surrupiou o austríaco Hitler o poder alemão, e como todos pagou também a Alemanha. Caçado em seu país, o judeu Prager foi obrigado a abandonar a Alemanha, deslocando-se inicialmente para a Turquia, onde foi professor de mecânica teórica na Universidade Técnica de Istambul.
No transcurso da Segunda Guerra Mundial Prager imigrou para os Estados Unidos, obtendo após um périplo uma cátedra na Universidade Brown.
Publicou em 1961 o livro "Einführung in die Kontinuumsmechanik" e sua edição em inglês, "Introduction to mechanics of continua".
Foi agraciado com a Medalha Theodore von Karman (1960) e com a Medalha Timoshenko (1966).

## Obras
- com Kurt Hohenemser: Dynamik der Tragwerke. Eine Schwingungslehre für Bauingenieure, Springer 1933
- The extremum principles in the mathematical theory of elasticity and their use in stress analysis, Bulletin University of Washington Engineering Experiment Station, Seattle, 1950 (Hypercircle Method)
- com Philip Gibson Hodge: The theory of perfectly plastic solids, Wiley 1951
- Probleme der Plastizitätstheorie, Birkhäuser 1954
- Theorie ideal plastischer Körper, Springer 1954
- An introduction to plasticity, Addison-Wesley 1959
- Einführung in die Kontinuumsmechanik, Birkhäuser 1961 (Vorlesungen an der ETH Zürich)
- Introduction to basic Fortran programming and numerical methods, Blaisdell 1965
- Introduction to structural optimization, 1974 (Vorlesungen in Udine)